# Ophiolepis superba
Ophiolepis superba is een slangster uit de familie Ophiolepididae.
De wetenschappelijke naam van de soort werd in 1915 gepubliceerd door Hubert Lyman Clark.